# Esquimalt
Pour les articles homonymes, voir Esquimalt (homonymie).
Esquimalt (IPA: ɛs'kwaɪ'mʌlt) est une municipalité à l'extrémité sud de l'île de Vancouver, en Colombie-Britannique au Canada. Au recensement de 2006, on y a dénombré une population de 16 840 habitants.

## Situation
Elle est bordée à l'est par la capitale provinciale, Victoria, au sud par le détroit de Juan de Fuca, à l'ouest par le havre d'Esquimalt (en), et au nord-ouest par la réserve indienne de New Songhees et la ville de View Royal et enfin au nord par un petit bras de mer appelé the Gorge, qui la sépare du district de Saanich.
Esquimalt fait partie du Grand Victoria et du district régional Capital.
Esquimalt a une superficie de 7,04 km2.

## Histoire
Ancienne base de la compagnie de la Baie d'Hudson et ancien arsenal pour la Royal Navy britannique, la CFB Esquimalt abrite désormais la flotte du Pacifique de la Marine royale canadienne et constitue la seconde base navale canadienne après la base des Forces canadiennes Halifax en Nouvelle-Écosse.

## Démographie
| 2001   | 2006   | 2011   | 2016   |
| ------ | ------ | ------ | ------ |
| 16 127 | 16 840 | 16 209 | 17 655 |